# Asociación de Madres y Padres de Alumnos
Las Asociaciones de Madres y Padres de Alumnos son, en España, entidades asociativas cuyo objetivo fundamental es la representación de los intereses de los padres, madres o tutores legales en los centros educativos de sus hijos o pupilos. Es común el uso de las siglas AMPA, que muchas veces se inscriben con minúscula, ampa (a veces con la inicial en mayúscula), sirviendo este como sustantivo común.

## Legislación
La Ley de Ordenación de la Enseñanza Media, de 27 de febrero de 1953, facultaba al Estado para reconocer la existencia de las que se constituyeran (artículo 70).
En los años 1960 se generalizó su implantación en la mayoría de los institutos. El modelo se imitó, vigente ya la Ley General de Educación de 1970, en la Educación General Básica. 
El Real Decreto 1533/1986, de 11 de julio, por el que se regulan las asociaciones de padres de alumnos, define, entre otros, las funciones que se deben establecer dentro de las mismas.
Las ampas con intereses similares se pueden unir en federaciones o confederaciones que permiten la presencia de la opinión de los padres y madres ante las autoridades correspondientes.
Dentro de sus órganos de gobierno están las Asambleas Generales, integradas por todos sus asociados, siendo el órgano supremo de la voluntad de la organización. Sus acuerdos son de obligado cumplimiento, y carácter es ordinario y extraordinario.

## Funciones
Las funciones del ampa se dividen en informativas, formativas y de representación.
El real decreto de 1986 considera primarias las siguientes funciones:
- Asistir a los padres o tutores en todo aquello que concierne a la educación de sus hijos o pupilos
- Colaborar en las actividades educativas de los Centros.
- Promover la participación de los padres de los alumnos en la gestión del Centro.
- Asistir a los padres de alumnos en el ejercicio de su derecho a intervenir en el control y gestión de los Centros sostenidos con fondos públicos.
- Facilitar la representación y la participación de los padres de alumnos en los Consejos Escolares de los Centros públicos y concertados y en otros órganos colegiados.
- Cualesquiera otras que, en el marco de la normativa a que se refiere el artículo anterior, le asignen sus respectivos estatutos.

## Confederaciones
Las dos confederaciones mayores de ámbito nacional en España son:
- Confederación Católica Nacional de Padres de Familia y Padres de Alumnos (CONCAPA): fundada en 1929, tiene como objetivo promover los intereses de la familia y lograr que sus hijos reciban, en la vida escolar, una formación acorde con sus creencias y convicciones católicas.[4]
- Confederación Española de Asociaciones de Padres y Madres de Alumnos (CEAPA): fundada en 1979, es una entidad social, no confesional, de carácter progresista e independiente, que busca una escuela pública de calidad, lograr el éxito escolar de todo el alumnado, democratizar la enseñanza y mejorar las condiciones de la infancia.[5]

### Legislación Española
- Recogida por CONCAPA
- Recogida por CEAPA

- Datos: Q8207077